# ヴェステナノーヴァ
ヴェステナノーヴァ（伊: Vestenanova）は、イタリア共和国ヴェネト州ヴェローナ県にある、人口約2,500人の基礎自治体（コムーネ）。

## 地理

### 位置・広がり

#### 隣接コムーネ
隣接するコムーネは以下の通り。括弧内のVIはヴィチェンツァ県所属を示す。
- アルティッシモ (VI)
- バディーア・カラヴェーナ
- キャンポ (VI)
- クレスパドーロ (VI)
- サン・ジョヴァンニ・イラリオーネ
- サン・ピエトロ・ムッソリーノ (VI)
- セルヴァ・ディ・プローニョ
- トレニャーゴ

### 気候分類・地震分類
気候分類では、zona F, 3132 GGに分類される。
また、イタリアの地震リスク階級 (it) では、zona 2 (sismicità media) に分類される。

## 行政

### 分離集落
ヴェステナノーヴァには、以下の分離集落（フラツィオーネ）がある。
- Bolca, Castelvero, Vestenavecchia

## 姉妹都市
- アイヒシュテット、ドイツ